# Alfons Thorsch
Alfons Thorsch, auch Alphons(e) Thorsch, (* 21. Mai 1872 in Wien, Österreich; † 30. November 1945 in Montreal, Kanada) war ein Bankier und ab 1905 Alleingesellschafter des Bankhauses M. Thorsch & Söhne in Wien.

## Leben

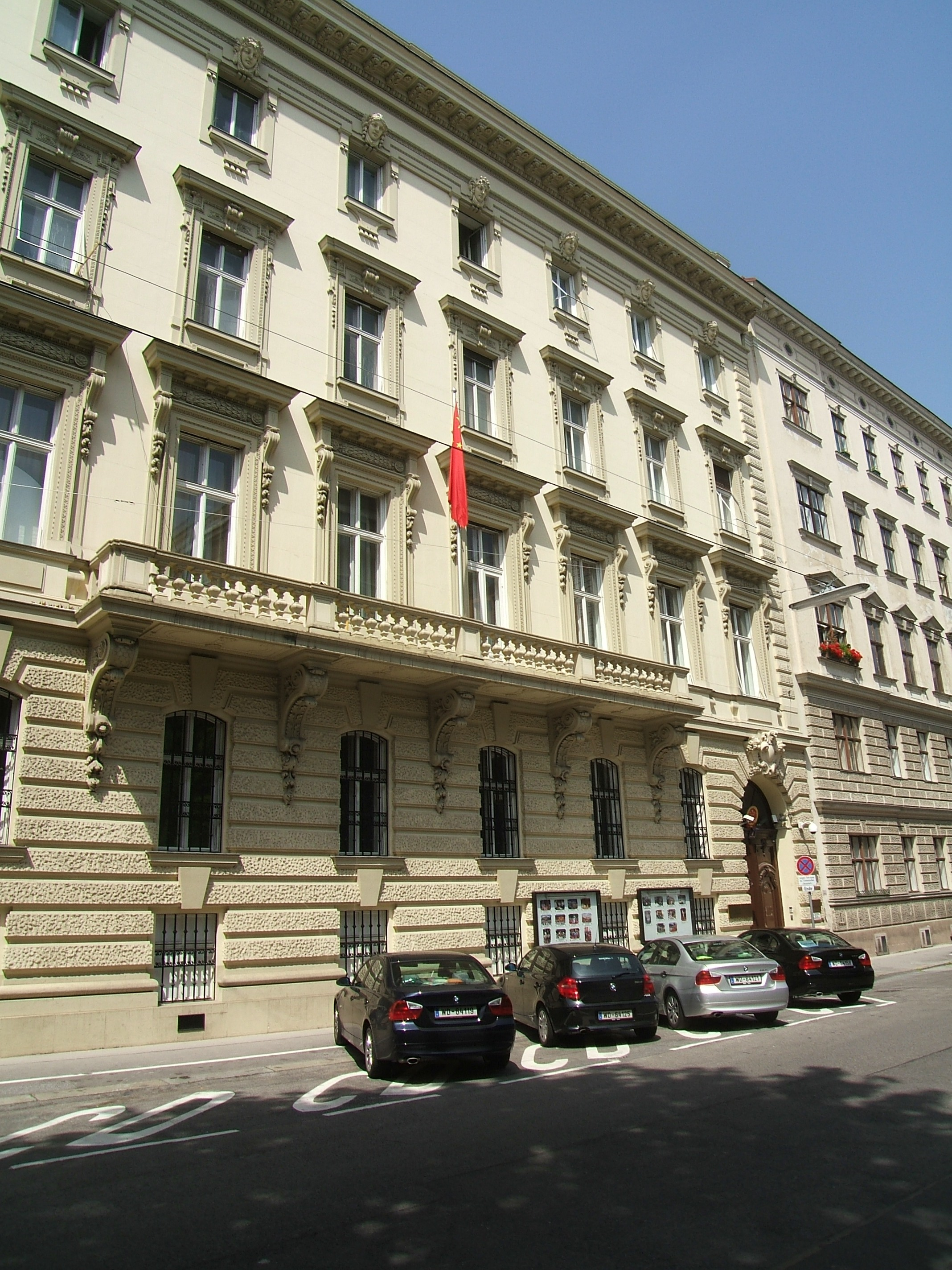
Palais Bratmann-Thorsch, Wien (2008)

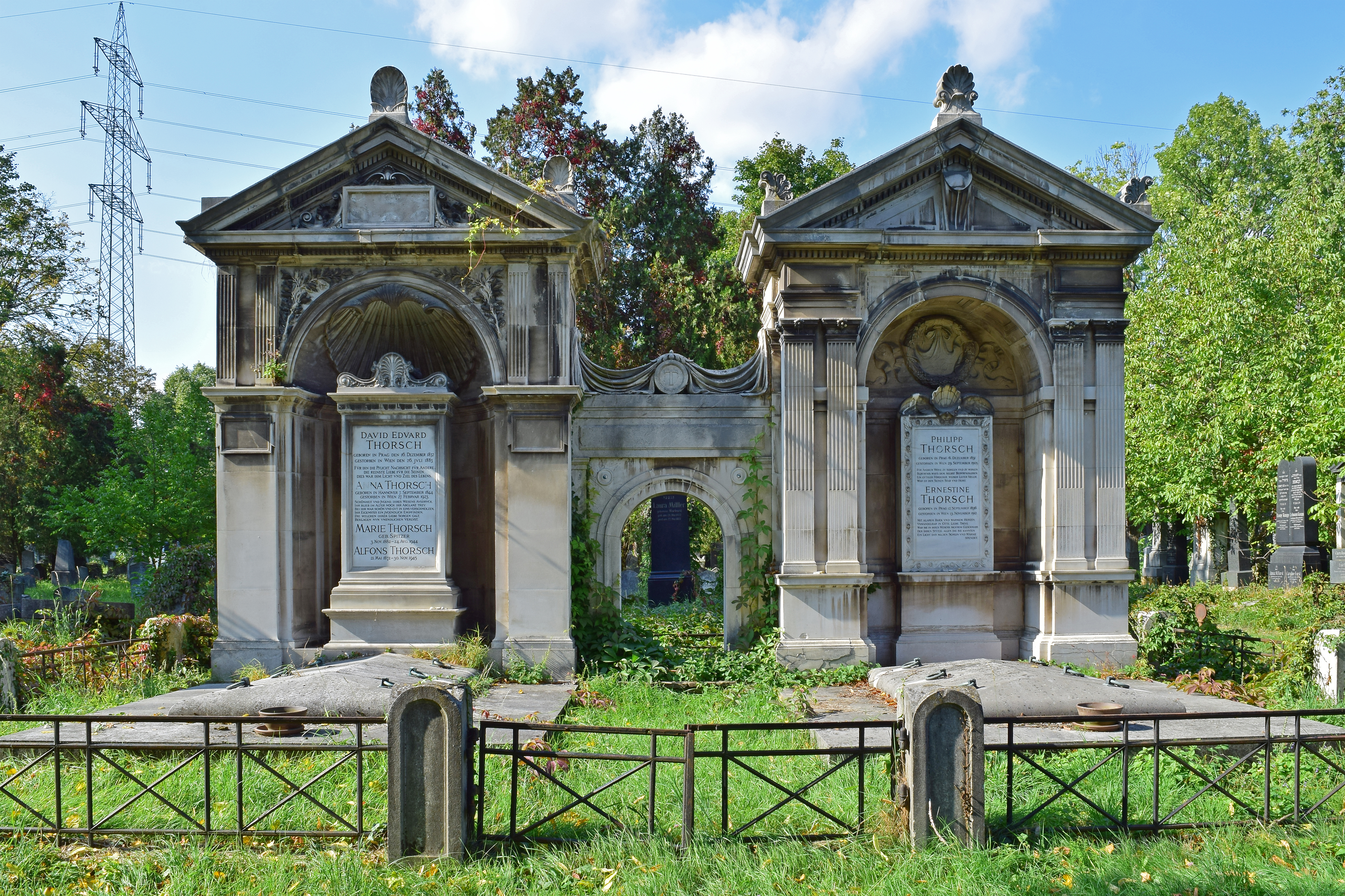
Grab der Bankiersfamilie, links unten Alfons Thorsch (1872–1945), Wien

Seine Eltern waren David Eduard Thorsch (1832–1883) und Anna, née (Behrend) Berend (1844–1923). Nach dem frühen Tod seines Vaters übernahm dessen Bruder Philipp Thorsch (1831–1905) die Leitung der Geschäfte des Bankhauses M. Thorsch & Söhne (Geschäftsadresse: Hohenstaufengasse 17) – das nach S. M. v. Rothschild  größte und bedeutendste Privatbankhaus Wiens. 1905 wurde Alfons Thorsch Alleininhaber des Bankhauses und führte es bis 1938.
Sein Studium begann Thorsch 1891 an der Juridischen Fakultät der Wiener Universität. Zur Geschichte und Kritik der Quantitäts-Theorie wurde er 1893 an der Philosophischen Fakultät der Universität Freiburg im Breisgau promoviert. 1902 heiratete er Marie Spitzer (1882–1944). Aus der Ehe gingen fünf Töchter hervor: Clarisse, Henriette, Gabriele, Eva und Dorothea Thorsch, die spätere Mutter von Max M. Warburg Jr.
Ab 1916 lebte er in dem von Friedrich Schachner 1897/1898 erbauten Bratmannpalais (Palais Thorsch) in Wien 3, Metternichgasse 4.
Die Kunstsammlung Thorsch enthielt u. a. Werke von Rudolf von Alt, Arnold Böcklin und Gustave Moreau sowie bedeutende Silber- und Tafelgegenstände.
In einer „Studie über das Erwachen der großen Privatbankiers“ wird Alfons Thorsch 1926 gezeichnet mit „Vollständig passiv verhält sich der Chef des Hauses M. Thorsch' Söhne, das einmal das große Pädagogium der Finanzgenies von gestern war. Dr. Alfons Thorsch ist ein gebildeter, geistvoller Mann voll lebendigen Zeitgefühls, aber er will scheinbar nicht mit den Widerwärtigkeiten einer Epoche kämpfen, die Sensibilität so wenig Raum gewährt.“
Das Palais Thorsch wurde nach dem Anschluss Österreichs, durch das Nationalsozialistische Kraftfahrkorps (NSKK) und die Geheime Staatspolizei besetzt und schließlich durch die NSDAP enteignet, die es dem NSKK zur Nutzung überließ. Seine umfangreiche Kunstsammlung wurde beschlagnahmt. Da die Familie als jüdisch galt, musste sie Österreich in Folge der nationalsozialistischen Machtübernahme verlassen. Mit seiner Familie gelang ihm die Flucht über Meran in die Schweiz, nach England und dann Kanada. Seine Frau verstarb noch während des Krieges 1944 im Exil, Alfons Thorsch im November 1945 in Montreal. Unmittelbar vor seinem Tod hat Thorsch noch eine Privatstiftung zur Verwaltung seines Erbes bei der Barclays Trust Company of Canada eingerichtet. Sein Grab befindet sich auf dem Wiener Zentralfriedhof am Tor 1.